# گابریل جوپ
گابریل جوپ (به انگلیسی: Gabrielle Jupp) ژیمناست زادهٔ ۱۲ ژوئن ۱۹۹۷ میلادی اهل کشور بریتانیا است.